# برور بندي دو (نغار بردسير)
برور بندي دو (بالإنجليزية: Parvar Bandi-ye Do)‏ هي مستوطنة تقع في إيران في كرمان.